# DuPont-Guest (mansión)
La mansión DuPont-Guest, ahora conocida como NYIT de Seversky Mansion, es una propiedad histórica ubicada en Brookville en el condado de Nassau, en el estado de Nueva York (Estados Unidos). Desde 1972, ha sido parte del campus de Old Westbury del Instituto de Tecnología de Nueva York (NYIT).

## Historia

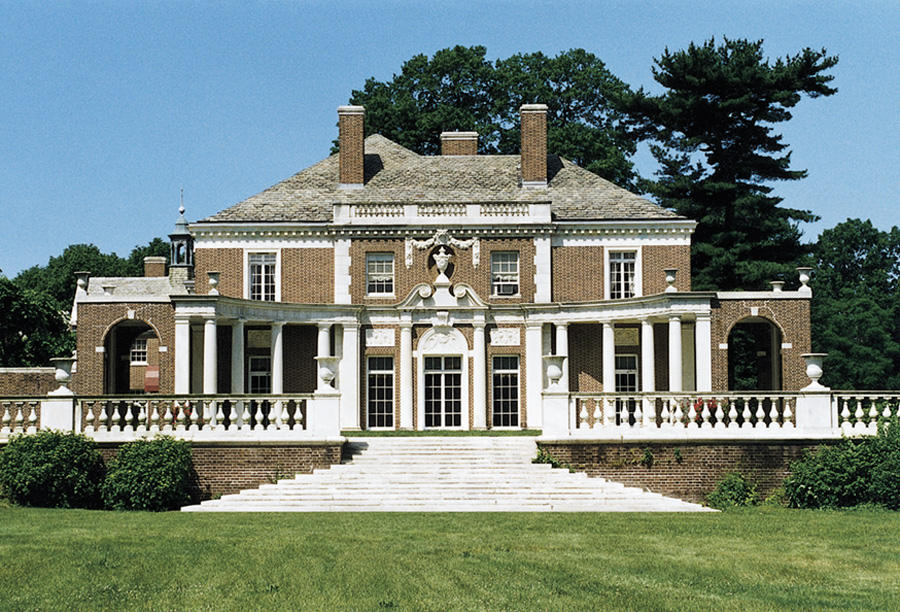
Fachada este de la casa

La casa, originalmente llamada "White Eagle", fue construida entre 1916 y 1918 para Alicia Heyward (de soltera, Bradford) Maddox, la segunda esposa de Alfred I. du Pont e hija del juez Edward Bradford. Fue diseñada por el estudio de arquitectura Carrère and Hastings en el estilo neogeorgiano y los interiores fueron diseñados por Charles de Londres. La residencia es de dos pisos más un sótano, con una fachada de ladrillo rojo, adornos de mármol blanco y piedra caliza, y un techo de pizarra a dos aguas. Alicia du Pont murió en enero de 1920 antes de que se terminara la casa.
La finca consta de la residencia, el paisaje circundante y el garaje. Colindaba al norte con Harbour Hill, la casa de campo de Clarence Mackay y la al sur con la casa de Harry Payne Whitney (quien se casó con Gertrude Vanderbilt). Estaba cerca de las "casas de muchos de los principales financieros de Estados Unidos, incluidos Nicholas F. Brady, Otto H. Kahn, J. Pierpont Morgan, Thomas H. Hitchcock, Elbert H. Gary y Ormond G. Smith".

### Propiedad posterior
En 1921, la finca (que había sido terminada y completamente amueblada en enero de 1921), valorada en más de 1 500 000 dólares, se vendería en una subasta pública realizada por Arthur C. Sheridan en beneficio de la hija del primer matrimonio de la señora Du Pont, Alicia Maddox, que había sido adoptada por Alfred du Pont. Se vendió por 470 000 dólares a David T. Layman Jr., quien se entendía que actuaba para Howard C. Phipps de la familia Phipps.
La propiedad fue comprada en la década de 1920 por Frederick Guest (esposo de Amy Phipps) y su familia, quienes la llamaron "Templeton". Fue incluida en el Registro Nacional de Lugares Históricos en 2009.
Desde 1972, forma parte del campus de Old Westbury del Instituto de Tecnología de Nueva York (NYIT).